# Telefoonnummer
Een telefoonnummer is het unieke nummer dat toegekend wordt om een aansluiting op het publieke telefoonnet (PSTN) te identificeren. Formeel zijn telefoonnummers E.163/E.164-adressen.

## Structuur
Een telefoonnummer van het publieke telefoonnet is in de meest complete vorm opgebouwd volgens een vaste structuur:
- internationale toegangscode
- landnummer
- netnummer (Nederland) / zonenummer (België) (kengetal) of dienstcode
- abonneenummer

Zie ook de infographic hiernaast.
Eventueel gaat hieraan vooraf een zogenoemd Carrier Select Prefix: een 16xx of 15xx nummer dat een gebruiker van de spraaktelefoon- of ISDN-dienst de mogelijkheid biedt om het voor die dienst noodzakelijke transport van gegevens gedeeltelijk door een ander te laten verzorgen dan degene die voor hem de telefoon- of ISDN-aansluiting verzorgt. Dit prefix behoort echter niet tot het telefoonnummer.
Eventueel volgt hierna een extra nummer wanneer de private telefooncentrale van de abonnee over rechtstreekse inkiezing (DDI:Direct Dialling In) beschikt.
Afhankelijk waarvandaan en waarheen gebeld wordt kunnen (delen van) de nummers worden weggelaten.
Draadloze netwerken (GSM en UMTS) werken volgens een vergelijkbaar nummeringsplan; het zonenummer slaat hier echter op de operator, en niet op de fysieke locatie van het telefoontoestel (zie echter nummeroverdraagbaarheid).

## Benaming
Officieel spreekt men in Nederland van het "kiezen" en in Vlaanderen van het "vormen" van een telefoonnummer. In de volksmond werd voorheen vaak "draaien" gezegd. Doordat de klassieke kiesschijf slechts sporadisch wordt gebruikt en doordat in de meeste gevallen een toetsenbord of een aanraakscherm gebruikt wordt is het woord "draaien" ook niet meer goed bruikbaar en wordt het anno 2020 ook niet meer gebruikt.

## Internationaal bellen
Bij bellen naar het buitenland wordt de 0 aan het begin van het buitenlandse vaste of mobiele nummer vervangen door de internationale belcode, die bestaat uit de internationale toegangscode gevolgd door het landnummer. De internationale toegangscode is afhankelijk van het land waar je vandaan belt en de landcode is afhankelijk van het land waar je naartoe belt. De internationale toegangscode kan daarbij bovendien worden vervangen door een +. Bij mobiel bellen is het voordeel van de +, dat automatisch de juiste toegangscode wordt ingevuld, ook wanneer deze niet 00 is.
Voor het bellen vanuit het buitenland naar een Nederlands vast nummer wordt de structuur dan 00 31 123456789 of +31 123456789 en mobiel 00 31 612345678. Voor België is de verkorte vorm voor een vast nummer +32 12345678. België heeft inmiddels ook nummers die even lang zijn als de Nederlandse. De mobiele nummers beginnen in België met 04xx, dus vanuit het buitenland wordt dit +32 4xx123456 (waarbij voor xx twee cijfers worden ingevuld).

## Notatie van telefoonnummers
| (020) 123 45 67   | nationale notatie                         |
| +31 20 1234567    | internationale notatie                    |
| +31 20 12345-78   | internationale notatie met doorkiesnummer |
| +31 (0)20 1234567 | komt ten onrechte nog voor                |

De eerste twee opties zijn correcte notaties van telefoonnummers volgens ITU aanbeveling E.123 en de Nederlandse norm NEN 2132. De tweede notatie past direct in het telefoonboek van een mobiele telefoon en werkt altijd, in binnen- en buitenland.
Het + teken geeft aan dat de internationale toegangscode gekozen moet worden. Voor zover aanwezig op het telefoontoestel kan daarvoor de + toets gebruikt worden. De internationale toegangscode kan van land tot land verschillen. In de meeste landen van de EU (waaronder Nederland en België) is deze 00. In de VS wordt 011 gebruikt.
De 31 is het landnummer. Bij nationaal telefoneren vanaf een mobiel toestel kan het landnummer worden weggelaten. Bij nationaal telefoneren vanaf een vast toestel moet het landnummer meestal worden weggelaten.
De 20 in het voorbeeld is het specifiek netnummer (kengetal), zonenummer of de dienstcode. Het komt meestal overeen met de gemeente waarin het vaste telefoontoestel gelokaliseerd is.
In de meeste landen is er een cijfer waarmee een netnummer wordt aangekondigd, het interlokaal toegangsnummer. Meestal is dat een 0. Interlokaal toegangsnummer en specifiek netnummer worden samen netnummer genoemd. Soms wordt het interlokaal toegangsnummer in internationale nummers tussen haakjes vermeld, zoals in +31 (0)20 1234567. Dit is echter niet correct, ITU-aanbeveling E.123 geeft expliciet aan dat haakjes in internationale nummers niet gebruikt moeten worden. Dit betekent dat internationale nummers altijd zonder haakjes en zonder toegangsnummer geschreven moeten worden.
Bij lokaal telefoneren kan vaak het netnummer worden weggelaten. Dit wordt aangegeven door het netnummer tussen haakjes te plaatsen, bijvoorbeeld (020) 1234567. Het gesprekstarief voor bellen naar lokale nummers is vaak lager.
In landen waar geen aparte telefoonnetten zijn, en dus geen netnummers, is meestal geen sprake van een interlokaal toegangsnummer. Voorheen was dat het geval in kleine landen, zoals Luxemburg, maar dit geldt ook in grotere landen, zoals Spanje en Italië. Voorheen had men in Spanje aparte net- en abonneenummers. Ze zijn later gecombineerd tot een enkel nummer. Om een gesprek tot stand te laten komen kiest men het hele nummer. Het interlokaal toegangsnummer is een verplicht deel van het nummer, ook bij internationaal telefoneren, en er zijn sindsdien ook nummers uitgegeven met een ander begincijfer.
Er wordt onderscheid gemaakt tussen een geografisch nummer en een niet-geografisch nummer (voor Nederland zie niet-geografische Nederlandse nummers). Bij een geografisch nummer is er sprake van een netnummer dat de stad aangeeft waarnaar gebeld wordt. De lengte van een geografisch nummer bedraagt in Nederland tien cijfers (hierbij is de +31 weggelaten, maar niet de eerste 0). In België zijn dit negen cijfers. De lengte van een niet-geografisch nummer kan variëren.
- dienstcode: de eerste cijfers van een niet-geografisch nummer, waarmee een categorie van telecommunicatiediensten wordt bepaald.
- abonneenummer: het deel van een geografisch nummer achter het netnummer of het deel van een niet-geografisch nummer achter de dienstcode.

De 1234567 is het abonneenummer.

## Volgorde
Meestal is aan de eerste cijfers van een telefoonnummer te zien waar de aansluiting zich ongeveer bevindt.
Terwijl men het nummer kiest, wordt men steeds specifieker: de eerste cijfers duiden op het werelddeel, dan het land, dan de stad, de wijk en uiteindelijk de gewenste aansluiting.
Hierop zijn uitzonderingen: Aruba en Groenland hebben een 'Afrikaans' landnummer, Nijmegen en Arnhem een 'Noord-Hollands' netnummer.
Men kiest een telefoonnummer van links naar rechts.
Sommige talen worden van rechts naar links geschreven, maar ook dan kiest men een telefoonnummer van links naar rechts.
Een telefoonnummer wordt vaak in groepjes van twee cijfers voorgelezen. '2345' wordt dan uitgesproken als "drieëntwintig vijfenveertig". Het is statistisch aangetoond dat in het Nederlandse en Duitse taalgebied cijfers van een telefoonnummer vaak verwisseld worden, vaker dan in andere taalgebieden.
Dit is te verklaren doordat in die talen eerst de eenheden en daarna de tientallen worden genoemd. De officiële norm is dan ook de cijfers een voor een uit te spreken.

## Geschiedenis
De eerste telefoonnummers werden ingevoerd in 1879 in de Amerikaanse stad Lowell, Massachusetts, waar toen ongeveer 200 telefoonabonnees waren. Europa volgde niet veel later: in 1881 werd in Berlijn de eerste telefooncentrale in gebruik genomen, aanvankelijk met acht gebruikers. Nog hetzelfde jaar verscheen er het eerste telefoonboek waarin 185 abonnees waren opgenomen met 1-, 2- en 3-cijferige telefoonnummers. Nummers werden snel omvangrijker: Amsterdam had al vijfcijferige nummers in 1915. Netnummers worden in Nederland gebruikt sinds 1933.
In verband met de groei van het aantal abonnees en nieuwe diensten naast de klassieke telefonie werden de laatste twintig jaar in een aantal landen nummerveranderingsprojecten doorgevoerd.
In de volgende Europese landen werden dit soort nummerveranderingsprojecten uitgevoerd:
- Noorwegen en Denemarken in 1994,
- Verenigd Koninkrijk en Nederland in 1995,
- Frankrijk en Finland in 1996,
- Spanje op 4 april 1998,
- België op 1 juli 2000.

In Portugal bestaan concrete plannen.

### Nieuwe nummerreeksen in Nederland
In Nederland werd op 10 oktober 1995 de nummering gewijzigd in Operatie Decibel. Daarbij werd de lengte van de nummers (netnummer plus abonneenummer) gestandaardiseerd. Voor 1995 bestond ieder netnummer uit een nul gevolgd door nog maximaal 4 cijfers (de nul was eigenlijk geen deel van het netnummer, maar een automaatopdracht voor interlokaal kiezen). Een abonneenummer kon bestaan uit drie tot zeven cijfers. Het hele telefoonnummer bevatte, inclusief de nul, acht tot tien cijfers. Na de omnummeringsactie van het toenmalige PTT Telecom (sinds april 1998 KPN Telecom) kreeg iedereen een tiencijferig telefoonnummer, en het overgrote deel van de aansluitingen daarmee ook een nieuw telefoonnummer.
In 2006 werden, naar aanleiding van de behoefte die ontstaan is door VoIP, niet-geografisch gebonden nummers mogelijk. Daarvoor werden er twee nieuwe nummerreeksen geopend, een 085- en een 091-reeks, waarbij de beperkingen van netnummergrenzen niet gelden.
Sinds april 2009 is het mogelijk voor gemeentes om als eigen telefoonnummer te kiezen 14 gevolgd door het netnummer. Bijvoorbeeld, voor Apeldoorn is dat 14 055. Een complicatie is dat meerdere gemeentes soms samen een netnummer hebben: kiest men 14072 dan krijgt men eerst een computer die vraagt om te kiezen tussen Alkmaar en Heerhugowaard. Bovendien leidt het nummer soms tot verwarring: de mensen denken dat het vijfcijferige nummer verouderd is. Bijvoorbeeld: in 1995 werden de vijfcijferige nummers van Heerhugowaard zevencijferig door er 57 voor te zetten, men meent dan 14 072 te corrigeren door 57 14 072 te kiezen.
OPTA beheert de voorraad van telefoon- en overige nummers in Nederland. Ze kent nummers toe en houdt toezicht op het gebruik ervan. OPTA houdt precies bij wie de houder is van welk nummer. Het register is openbaar en te vinden op de website van OPTA. Vanaf 1 april 2013 is de OPTA door een fusie van de Consumentenautoriteit en de Nederlandse Mededingingsautoriteit opgegaan in de ACM.

### Hernummering in België
Voor 1965 werd er enkel gebruik gemaakt van enkele cijfers die de abonnee aanduidden. Het aantal nummers was afhankelijk van het aantal aangesloten punten. De RTT verbond door binnen de eigen zone of met de operator van de andere zone. Pas in 1965 werd een eenduidig abonneecijfer ingevoerd van 6 cijfers en een zonenummer van 3 cijfers als men buiten de zone belde. In dicht bevolkte gebieden werd na enige tijd overgestapt op een zonenummer van 2 cijfers waardoor een 7-cijferig abonneenummer mogelijk was. In de jaren 80 was dit zo voor Brussel, Luik en Antwerpen en in 1993 voor Gent.
De hernummering in België was eigenlijk alleen maar de verplichting om bij het kiezen van een telefoonnummer vanaf 1 juli 2000 ook altijd het zonenummer (netnummer) te moeten gebruiken. Ook binnen de eigen zone. Zo kwamen cijfers (of cijfercombinaties) vrij waarmee nieuwe abonneenummers konden worden gecreëerd, zoals de 1 en de 0 die anders niet konden worden gebruikt omdat daar de noodnummers (bijvoorbeeld 100 en 101) en servicenummers (bijvoorbeeld 1207) mee beginnen.
Door de verplichting het telefoonnummer altijd met het zonenummer te moeten beginnen, kunnen er dus ook abonneenummers zijn die beginnen met een 1 of een 0, zoals 123.45.67 of 012.34.56, wat dan gevormd moet worden als 02.123.45.67 en 02.012.34.56 (in Brussel) of 03.123.45.67 en 03.012.34.56 (in Antwerpen). Bovendien kan een ander begincijfer dan 0 worden ingevoerd, waardoor de nummercapaciteit vertienvoudigt.

## Gebruik van letters

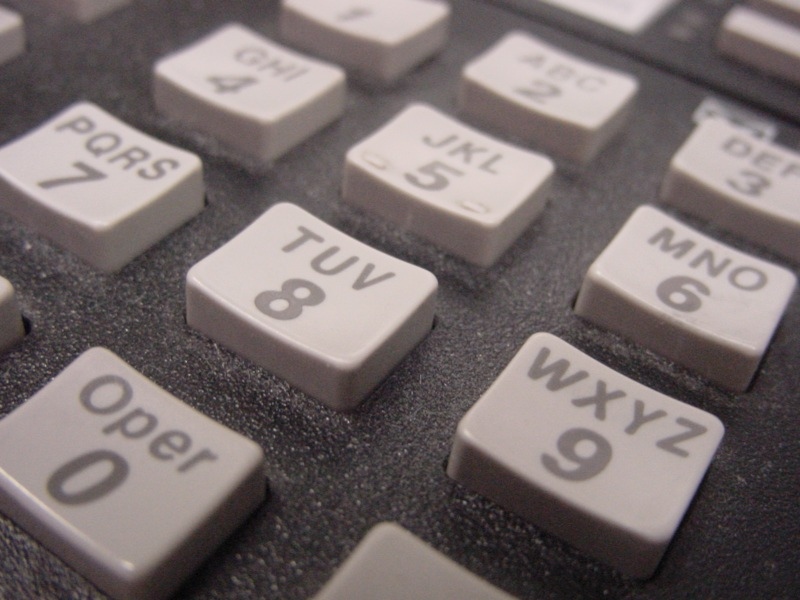
Lettertoetsen

Op de kiesschijf of het toetsenbord van een telefoontoestel zijn vaak niet alleen cijfers maar ook letters vermeld. Een telefoonnummer kan dan ook zowel letters als cijfers bevatten.
De plaatsing van de letters is internationaal niet gestandaardiseerd en het is niet mogelijk dat een telefooncentrale bij een internationale verbinding de letters converteert. Iemand die een nummer in het buitenland belt, kan dus niet vertrouwen op de letters die bij de cijfers op het toestel staan: hij moet zelf de letters omzetten aan de hand van een lijstje dat geldt in het land waarmee hij wil telefoneren. Zo publiceerde de Britse telefoondienst bij de instructies voor internationaal telefoneren een handleiding voor het omzetten van de Amerikaanse letters naar cijfers, met de waarschuwing dat de letter O als 6 moest worden gekozen. In het algemeen geldt de hieronder afgebeelde Amerikaanse indeling.
| Land                   | 1 | 2   | 3   | 4   | 5   | 6   | 7    | 8   | 9    | 0        |
| ---------------------- | - | --- | --- | --- | --- | --- | ---- | --- | ---- | -------- |
| Nederland (tot 1950)   | A | B   | C   | D   | E   | F   | G    | H   | J    | K        |
| Groot-Brittannië       |   | ABC | DEF | GHI | JKL | MN  | PRS  | TUV | WXY  | OQ       |
| Frankrijk              |   | ABC | DEF | GHI | JKL | MN  | PRS  | TUV | WXY  | OQZ      |
| Noord-Amerika          |   | ABC | DEF | GHI | JKL | MNO | PRS  | TUV | WXY  | Operator |
| Denemarken             | C | ABD | EFG | HIK | LMN | OPR | STU  | VXY | ÆØ   |          |
| Modern, internationaal |   | ABC | DEF | GHI | JKL | MNO | PQRS | TUV | WXYZ |          |

### Letters in Nederland
In Nederlandse steden werd een letter gebruikt om de wijkcentrale aan te duiden. Een abonneenummer begon dus met een van de eerste 9 letters: A tot en met J (zie tabel). De tiende letter K stond voor 0 (nul) en gaf aan dat het geen abonneenummer maar een netnummer betrof. Misschien is er ook een verband met het woord kengetal, zoals een netnummer toen heette.
Het gebruik van letters voor wijken en ook voor het eerste cijfer van het abonneenummer is in de vorige eeuw afgeschaft. Velen schreven echter nog vaak een K in plaats van een 0 (nul) als begincijfer van een netnummer. Tot in de jaren 60 stond er in de telefoongids het verzoek om niet langer K maar gewoon 0 te gebruiken.

### Letters in Groot-Brittannië
De Britse letters werden tot 1966 gebruikt in netnummers en voor de wijken van de grote steden. Een telefoonnummer in de Londense wijk Holborn werd bijvoorbeeld aangeduid als Holborn 1234 of HOL 1234. In de jaren 60 werd dit ontmoedigd en veranderd in 405 1234.
De grootste steden hadden een netnummer met de beginletter als tweede cijfer:
- Birmingham: 0B1 of 021
- Edinburgh: 0E1 of 031
- Glasgow: 0G1 of 041
- Liverpool: 0L1 of 051
- Manchester: 0M1 of 061

Het feit dat er maar twee letters overeenkomen met de 6, doet vermoeden dat de Britse letters een verbetering zijn van de Amerikaanse letters, met een aanpassing om verwarring tussen 0 en O te vermijden. Dit kon natuurlijk verwarring geven bij een internationaal gesprek, zoals hiervóór beschreven is.
De letter Q ontbrak aanvankelijk op een Britse kiesschijf en is naderhand uit Frankrijk gekopieerd.

### Letters in Frankrijk
Het Franse systeem van letters was gelijk aan het Britse, met bovendien de letter Z. Het is sinds de jaren 60 niet meer in gebruik.

### Letters in de Verenigde Staten
De Amerikaanse letters zijn thans over de hele wereld bekend, waarmee de Brits/Franse verbetering in vergetelheid is geraakt. Q en Z werden aanvankelijk niet nodig gevonden en zijn recent toegevoegd (op 7 en 9). Deze letters worden gebruikt bij naambellen. Bovendien worden de letters gebruikt bij het schrijven van een sms en het instellen van een mobiele telefoon.

### Naambellen
Een verschijnsel dat verbonden is aan deze letters is het zogenoemde naambellen, wat onder andere gebruikt wordt voor bijvoorbeeld servicenummers. Een voordeel hiervan is dat woorden en namen vaak eenvoudiger te onthouden zijn dan nummers. Met de internationale letters kan men bijvoorbeeld het nummer 0900-6682747 kiezen als 0900-NOTARIS. Aangezien er met elk cijfer meerdere letters corresponderen, corresponderen er met elk telefoonnummer vele lettercombinaties.
In de Verenigde Staten is men begonnen met het invoeren van het naambellen, en ook in Australië, Engeland en Duitsland is het naambellen al langer bekend. Met name in de Verenigde Staten heeft 70% van alle bedrijven een of meerdere naamnummers als extra ingang naar hun bedrijf.
Naambellen is eigenlijk geen service die door het telefoonbedrijf wordt geboden. Het telefoonbedrijf staat alleen toe dat de abonnee een nummer naar eigen keuze aanvraagt. Een notaris kan om het nummer 0900-6682747 vragen. Wordt dat nummer toegekend, dan kan hij zijn nummer als 0900-NOTARIS publiceren.

## Nummerlengte
De nummerlengte van alle telefoonnummers, dus ook 0800-nummers, 090X-nummers en 088-bedrijfsnummers, dient in Nederland te voldoen aan wet- en regelgeving volgens Nummerplan telefoon- en ISDN-diensten.
Niet alle telefonienetwerken of delen daarvan, in Nederland en daarbuiten, ondersteunen doorgifte van nummers die niet aan de nummerlengte volgens dit nummerplan voldoen. Het kiezen van een nummer dat niet aan de nummerlengte voldoet kan resulteren in het afwijzen van die oproep.

## Speciale nummers
Telefoonnummers worden door verschillende organisaties en instellingen gebruikt voor dienstverlening. Zo zijn er telefoonnummers waar men naar kan bellen om het exacte uur te weten (de zogenoemde "sprekende klok"), nummers om informatie over uiteenlopende onderwerpen te verkrijgen en alarmnummers om de hulpdiensten op te kunnen bereiken in noodsituaties.